# Summer Girls
Summer Girls ist ein Lied der US-amerikanischen Boygroup Lyte Funkie Ones (LFO). Der für seinen inkohärenten Text und zahlreiche popkulturelle Anspielungen, etwa die wiederholte Nennung der Modekette Abercrombie & Fitch, bekannte Pop-Rap-Titel war einer der erfolgreichsten Sommerhits des Jahres 1999 und erreichte Platz drei der US-Singlecharts.

## Hintergrund
Deprimiert darüber, Songs performen zu müssen, an die er nicht wirklich glaubte, dachte Leadsänger Rich Cronin 1998 daran, LFO aufzugeben. In Gedanken an seine unbekümmerte Jugend und einen Sommer am Cape Cod verfasste der begeisterte Rapper und Breakdancer nach seiner ersten Europatournee den Titel Summer Girls. Ohne große Ambitionen nahm er das mithilfe der Bostoner Produzenten Dow Brain und Brad Young komponierte Lied innerhalb von 45 Minuten im Kellerstudio eines Freundes auf. LFO spielten das Resultat Arista-Plattenboss Clive Davis vor, der es für gut befand und als Track auf dem Debütalbum der Gruppe erlaubte. Später betonte er in Interviews, dass es etwas Besonderes für eine Boygroup sei, einen selbstgeschriebenen Song auf einem Album zu haben.
Durch ein Leak gelangte der Song frühzeitig an die Öffentlichkeit. Dale O’Brien, Programmdirektor eines Radiosenders in Washington, D.C., bekam eine nicht abgemischte Kopie von einer Mitarbeiterin des Arista-Sublabels Logic Records zugeschickt und nahm sie ins Programm auf. Produzent Brad Young gab später an, mehr Zeit in den Mix investiert zu haben, hätte er gewusst, wie erfolgreich der Titel werden würde, zeigte sich mit dem Endprodukt aber gerade wegen seiner Unvollkommenheit zufrieden.

## Inhalt
Im Gegensatz zu den frühen Dance-Pop-Titeln der Gruppe baut Summer Girls auf einem eingängigen Gitarrenriff auf, das an Extremes Ballade More Than Words erinnert. Ein weiteres musikalisches Charakteristikum ist der Gebrauch eines Scratch-Soundeffektes. Seine nachhaltige Bekanntheit verdankt der Titel dem mit popkulturellen Anspielungen gespickten Text, der von einer verflogenen Sommerromanze erzählt und laut Cronin zahlreiche Insiderwitze verarbeitet. Insbesondere die Erwähnung der Modekette Abercrombie & Fitch in der Bridge und im Refrain brachte dem Lied mediale Aufmerksamkeit ein. 
| New Kids on the Block had a bunch of hits Chinese food makes me sick And I think it’s fly when girls stop by For the summer, for the summer | I like girls that wear Abercrombie & Fitch I’d take her if I had one wish But she’s been gone since that summer Since that summer |

In den Strophen rappt Cronin über Larry Bird, den Fernsehclown Willie Whistle, William „Billy“ Shakespeare, Macaulay Culkin, Michael J. Fox in seiner Rolle als Alex P. Keaton, New Edition mit dem Song Candy Girl, Paul Revere und Kevin Bacon. Neben den Spielfilmen Home Alone, (The Incredible) Mr. Limpet, The Color Purple und Footloose werden wahllos die Trends und Marken Cherry PEZ, Crush, Rockstuds, Boogie, B-Boying, Fun Dip, Cherry Coke, Boogaloo Shrimp, Pogo-Stick, Makkaroni mit Käse und Ruby Red Slippers (aus dem Film Der Zauberer von Oz) miteinander gereimt. 

## Musikvideo

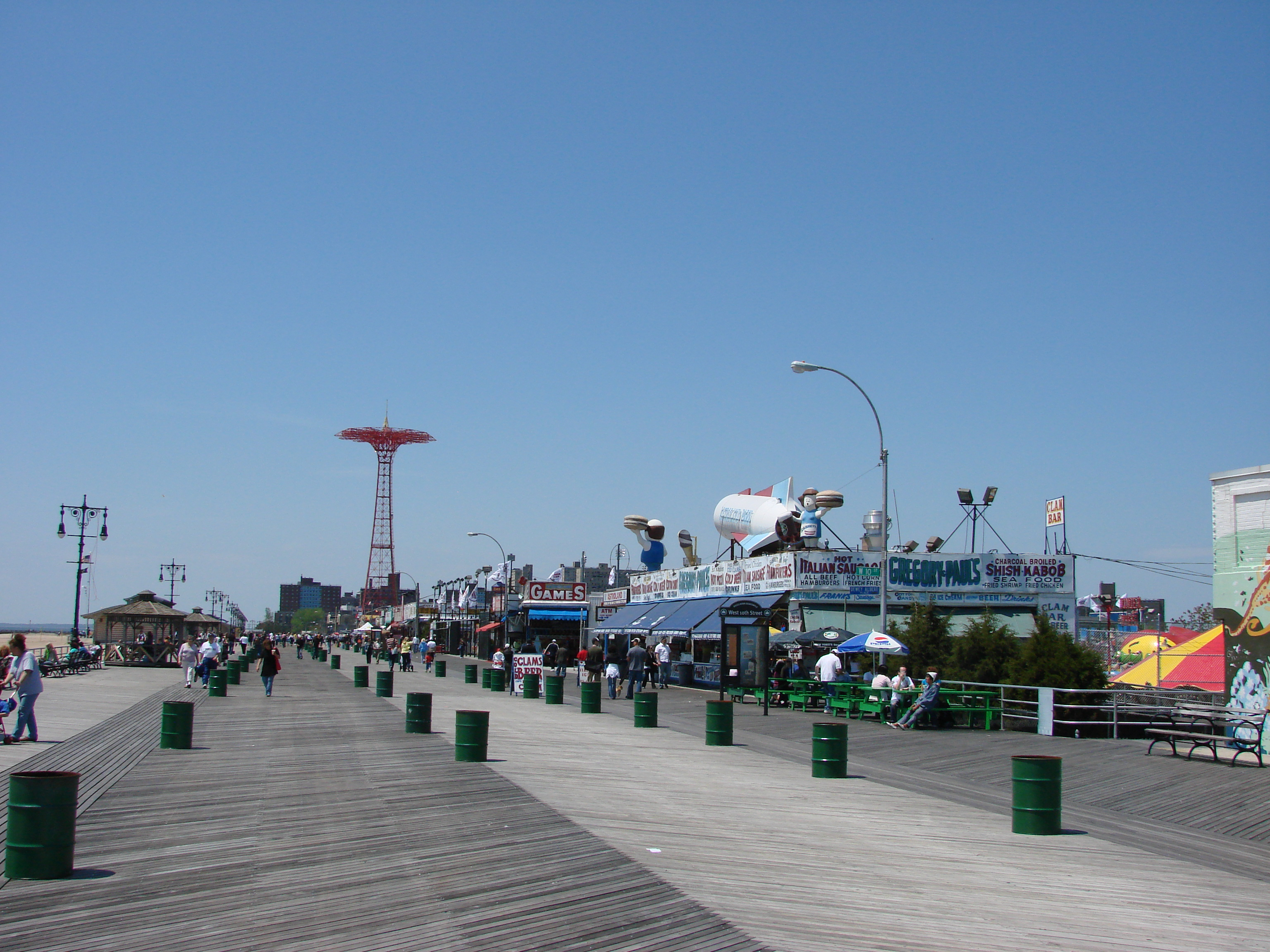
Einer der Videodrehorte: Riegelmann Boardwalk, Coney Island

Das Musikvideo zu Summer Girls zeigt die LFO-Bandmitglieder Rich Cronin, Brad Fischetti und Devin Lima bei der spontanen Darbietung des Songs sowie tanzend und flirtend mit sommerlich gekleideten jungen Frauen. Es wurde am Strand und auf dem Jahrmarkt von Coney Island an der New Yorker Atlantikküste gedreht und am 20. Juli 1999 veröffentlicht. Regie führte Marcus Raboy, der zuvor unter anderem für Mary J. Blige, Faith No More, Ice Cube und Pete Rock & CL Smooth gearbeitet hatte.

## Rezeption
Summer Girls wurde am 29. Juni 1999 als erste Single-Auskopplung aus dem selbstbetitelten Debütalbum von LFO veröffentlicht und hielt sich vier Wochen lang auf Platz drei der Billboard Hot 100. Insgesamt blieb der Titel 17 Wochen in den Singlecharts und brachte der Band eine Platin-Schallplatte für über eine Million verkaufte Tonträger ein. Intensives Airplay, vor allem während der MTV-Sendung TRL, trug dazu bei, dass auch das zugehörige Album ein Millionenseller wurde.
Dale O’Brien führte den organischen Erfolg der Nummer darauf zurück, dass die Leute den fast schon „parodistischen“ Text auswendig lernen und mitsingen würden. Der für das Billboard Magazine schreibende Chuck Taylor verglich den „ultraeingängigen“ Refrain diesbezüglich mit Los del Ríos Macarena. Ein Radiomacher aus Charleston meinte, es gelinge LFO, Leute in ihren Zwanzigern anzusprechen, während andere Boybands ausschließlich über Teenager-Liebe und die Gefühle 16-jähriger Mädchen sängen. In retrospektiven Kritiken polarisiert der Song. Rob Sheffield vom Rolling Stone reihte Summer Girls auf Platz sieben der besten Songs des Jahres 1999, Billboard auf Platz 43 der besten Songs der 90er. Auf der anderen Seite bezeichnete Steve Baltin für Forbes den Text als „geistlos“ und den Song als einen der schlechtesten des Jahrzehnts. YouTube-Musikkritiker Anthony Fantano nannte den Titel 2017 einen der schlechtesten Songs seiner Adoleszenz und bezeichnete Cronins Verse als „whack-ass suburban white-boy raps“. Musikjournalist Rob Harvilla fasste Summer Girls folgendermaßen zusammen:

Summer Girls is on one hand hyperspecific to the late ’90s: in its mild boy-band lasciviousness, in its sly white-rapper transgressiveness, in its homemade and less algorithm-driven approach to mass-market pop, and in its commitment to the soft-core suburban-mall aesthetic.

„Summer Girls ist einerseits hyperspezifisch für die späten 90er: in seiner milden Boyband-Lüsternheit, in seiner pfiffigen Weißer-Rapper-Transgressivität, in seinem hausgemachten und weniger Algorithmus-getriebenen Ansatz für den Massenmarkt-Pop und seiner Hingabe an die Softcore-Vorstadt-Einkaufszentrums-Ästhetik.“

## Chartplatzierungen
| ChartsChartplatzierungen       | Höchstplatzierung | Wochen |
| ------------------------------ | ----------------- | ------ |
| Deutschland (GfK)              | 56 (9 Wo.)        | 9      |
| Vereinigtes Königreich (OCC)   | 16 (9 Wo.)        | 9      |
| Vereinigte Staaten (Billboard) | 3 (17 Wo.)        | 17     |

| ChartsJahrescharts (1999)      | Platzierung |
| ------------------------------ | ----------- |
| Vereinigte Staaten (Billboard) | 38          |